# Leptaxinus
Leptaxinus är ett släkte av musslor. Leptaxinus ingår i familjen Thyasiridae.
Kladogram enligt Catalogue of Life:
| Leptaxinus | \| \| Leptaxinus incrassatus \| \| \| \| \| \| Leptaxinus minutus \| \| \| \| |
|            | \| \| Leptaxinus incrassatus \| \| \| \| \| \| Leptaxinus minutus \| \| \| \| |
|            | Adontorhina                                                                   |
|            |                                                                               |
|            | Axinodon                                                                      |
|            |                                                                               |
|            | Axinopsida                                                                    |
|            |                                                                               |
|            | Axinulus                                                                      |
|            |                                                                               |
|            | Conchocele                                                                    |
|            |                                                                               |
|            | Genaxinus                                                                     |
|            |                                                                               |
|            | Maorithyas                                                                    |
|            |                                                                               |
|            | Mendicula                                                                     |
|            |                                                                               |
|            | Parathyasira                                                                  |
|            |                                                                               |
|            | Thyasira                                                                      |
|            |                                                                               |
|            | Leptaxinus incrassatus                                                        |
|            |                                                                               |
|            | Leptaxinus minutus                                                            |
|            |                                                                               |

|  | Leptaxinus incrassatus |
|  |                        |
|  | Leptaxinus minutus     |
|  |                        |